# Trolleybus Basel
| Ein Vertreter der letzten Fahrzeuggeneration im Jahr 2005 |                                |                      |                      |
| Stromsystem: | 600 V =                        |                      |                      |
| |                                |                      |                      |
| Betreiber: | Basler Verkehrs-Betriebe (BVB) |                      |                      |
| Eröffnung: | 31. Juli 1941                  |                      |                      |
| Einstellung: | 30. Juni 2008                  |                      |                      |
| Linien: | drei                           |                      |                      |
| \| \| \| Habermatten 31 34 \| \| \| \| \| Bahnhof Niederholz \| \| \| \| \| Otto-Wenk-Platz \| \| \| \| \| Friedhof am Hörnli \| \| \| \| \| Hörnli Grenze \| \| \| \| \| Gotenstrasse \| \| \| \| \| Riehen / Basel \| \| \| \| \| Allmendstrasse \| \| \| \| \| Sportzentrum Rankhof \| \| \| \| \| Rankstrasse \| \| \| \| \| Tinguely Museum \| \| \| \| \| Hoffmann-La Roche \| \| \| \| \| Drei Linden \| \| \| \| \| Käferholzstrasse \| \| \| \| \| Im Heimatland \| \| \| \| \| Wettsteinallee \| \| \| \| \| \| \| \| \| \| Badischer Bahnhof 33 \| \| \| \| \| Peter Rot-Strasse \| \| \| \| \| Schönaustrasse \| \| \| \| \| Gewerbeschule \| \| \| \| \| \| \| \| \| \| Rosengartenweg \| \| \| \| \| Wettsteinplatz \| \| \| \| \| Mattenstrasse \| \| \| \| \| Claraplatz 31 34 \| \| \| \| \| Riehenring \| \| \| \| \| Hammerstrasse \| \| \| \| \| Feldbergstrasse \| \| \| \| \| Erasmusplatz \| \| \| \| \| Johanniterbrücke \| \| \| \| \| Johanniterbrücke \| \| \| \| \| Kinderspital UKBB \| \| \| \| \| Bernoullianum \| \| \| \| \| Spalentor \| \| \| \| \| Schützenmattstrasse \| \| \| \| \| Schützenhaus \| \| \| \| \| Wielandplatz \| \| \| \| \| St. Galler-Ring \| \| \| \| \| Rigistrasse \| \| \| \| \| Wanderstrasse 33 \| \| |                                |                      |                      |
| U-Bahn-Kopfbahnhof Streckenanfang und quer (Strecke außer Betrieb) · U-Bahn-Abzweig quer, von links und von rechts (Strecke außer Betrieb) · U-Bahn-Strecke von rechts (außer Betrieb) |                                | Habermatten 31 34    | Habermatten 31 34    |
| U-Bahn-Strecke (außer Betrieb) · U-Bahn-Haltepunkt / Haltestelle (Strecke außer Betrieb) |                                | Bahnhof Niederholz   | Bahnhof Niederholz   |
| U-Bahn-Strecke (außer Betrieb) · U-Bahn-Haltepunkt / Haltestelle (Strecke außer Betrieb) |                                | Otto-Wenk-Platz      | Otto-Wenk-Platz      |
| U-Bahn-Strecke (außer Betrieb) · U-Bahn-Bahnhof (Strecke außer Betrieb) |                                | Friedhof am Hörnli   | Friedhof am Hörnli   |
| U-Bahn-Strecke (außer Betrieb) · U-Bahn-Haltepunkt / Haltestelle (Strecke außer Betrieb) |                                | Hörnli Grenze        | Hörnli Grenze        |
| U-Bahn-Haltepunkt / Haltestelle (Strecke außer Betrieb) · U-Bahn-Strecke (außer Betrieb) |                                | Gotenstrasse         | Gotenstrasse         |
| U-Bahn-Grenze (Strecke außer Betrieb) · U-Bahn-Grenze (Strecke außer Betrieb) |                                | Riehen / Basel       | Riehen / Basel       |
| U-Bahn-Strecke (außer Betrieb) · U-Bahn-Haltepunkt / Haltestelle (Strecke außer Betrieb) |                                | Allmendstrasse       | Allmendstrasse       |
| U-Bahn-Strecke (außer Betrieb) · U-Bahn-Haltepunkt / Haltestelle (Strecke außer Betrieb) |                                | Sportzentrum Rankhof | Sportzentrum Rankhof |
| U-Bahn-Strecke (außer Betrieb) · U-Bahn-Haltepunkt / Haltestelle (Strecke außer Betrieb) |                                | Rankstrasse          | Rankstrasse          |
| U-Bahn-Strecke (außer Betrieb) · U-Bahn-Haltepunkt / Haltestelle (Strecke außer Betrieb) |                                | Tinguely Museum      | Tinguely Museum      |
| U-Bahn-Strecke (außer Betrieb) · U-Bahn-Haltepunkt / Haltestelle (Strecke außer Betrieb) |                                | Hoffmann-La Roche    | Hoffmann-La Roche    |
| U-Bahn-Haltepunkt / Haltestelle (Strecke außer Betrieb) · U-Bahn-Strecke (außer Betrieb) |                                | Drei Linden          | Drei Linden          |
| U-Bahn-Bahnhof (Strecke außer Betrieb) · U-Bahn-Strecke (außer Betrieb) |                                | Käferholzstrasse     | Käferholzstrasse     |
| U-Bahn-Haltepunkt / Haltestelle (Strecke außer Betrieb) · U-Bahn-Strecke (außer Betrieb) |                                | Im Heimatland        | Im Heimatland        |
| U-Bahn-Haltepunkt / Haltestelle (Strecke außer Betrieb) · U-Bahn-Strecke (außer Betrieb) |                                | Wettsteinallee       | Wettsteinallee       |
| U-Bahn-Strecke von links (außer Betrieb) · U-Bahn-Abzweig quer und von rechts (Strecke außer Betrieb) · U-Bahn-Kreuzung (Strecken außer Betrieb) · U-Bahn-Abzweig geradeaus, nach rechts und von rechts (Strecke außer Betrieb) |                                |                      |                      |
| U-Bahn-Bahnhof (Strecke außer Betrieb) · U-Bahn-Strecke (außer Betrieb) · U-Bahn-Strecke (außer Betrieb) · U-Bahn-Strecke (außer Betrieb) |                                | Badischer Bahnhof 33 | Badischer Bahnhof 33 |
| U-Bahn-Strecke geradeaus (außer Betrieb) · U-Bahn-Strecke (außer Betrieb) · U-Bahn-Haltepunkt / Haltestelle (Strecke außer Betrieb) · U-Bahn-Strecke (außer Betrieb) |                                | Peter Rot-Strasse    | Peter Rot-Strasse    |
| U-Bahn-Haltepunkt / Haltestelle (Strecke außer Betrieb) · U-Bahn-Strecke (außer Betrieb) · U-Bahn-Strecke (außer Betrieb) · U-Bahn-Strecke (außer Betrieb) |                                | Schönaustrasse       | Schönaustrasse       |
| U-Bahn-Strecke geradeaus (außer Betrieb) · U-Bahn-Haltepunkt / Haltestelle (Strecke außer Betrieb) · U-Bahn-Strecke (außer Betrieb) · U-Bahn-Strecke (außer Betrieb) |                                | Gewerbeschule        | Gewerbeschule        |
| U-Bahn-Abzweig geradeaus, nach links und von links (Strecke außer Betrieb) · U-Bahn-Abzweig quer und nach rechts (Strecke außer Betrieb) · U-Bahn-Abzweig quer und nach links (Strecke außer Betrieb) · U-Bahn-Abzweig geradeaus, nach rechts und von rechts (Strecke außer Betrieb) |                                |                      |                      |
| U-Bahn-Strecke (außer Betrieb) · U-Bahn-Haltepunkt / Haltestelle (Strecke außer Betrieb) |                                | Rosengartenweg       | Rosengartenweg       |
| U-Bahn-Strecke (außer Betrieb) · U-Bahn-Haltepunkt / Haltestelle (Strecke außer Betrieb) |                                | Wettsteinplatz       | Wettsteinplatz       |
| U-Bahn-Haltepunkt / Haltestelle (Strecke außer Betrieb) · U-Bahn-Strecke von links (außer Betrieb) · U-Bahn-Abzweig geradeaus, nach rechts und von rechts (Strecke außer Betrieb) |                                | Mattenstrasse        | Mattenstrasse        |
| U-Bahn-Strecke (außer Betrieb) · U-Bahn-Bahnhof (Strecke außer Betrieb) · U-Bahn-Strecke (außer Betrieb) |                                | Claraplatz 31 34     | Claraplatz 31 34     |
| U-Bahn-Haltepunkt / Haltestelle (Strecke außer Betrieb) · U-Bahn-Strecke nach links (außer Betrieb) · U-Bahn-Strecke nach rechts (außer Betrieb) |                                | Riehenring           | Riehenring           |
| U-Bahn-Haltepunkt / Haltestelle (Strecke außer Betrieb) |                                | Hammerstrasse        | Hammerstrasse        |
| U-Bahn-Haltepunkt / Haltestelle (Strecke außer Betrieb) |                                | Feldbergstrasse      | Feldbergstrasse      |
| U-Bahn-Haltepunkt / Haltestelle (Strecke außer Betrieb) |                                | Erasmusplatz         | Erasmusplatz         |
| U-Bahn-Brücke über Wasserlauf (Strecke außer Betrieb) |                                | Johanniterbrücke     | Johanniterbrücke     |
| U-Bahn-Haltepunkt / Haltestelle (Strecke außer Betrieb) |                                | Johanniterbrücke     | Johanniterbrücke     |
| U-Bahn-Haltepunkt / Haltestelle (Strecke außer Betrieb) |                                | Kinderspital UKBB    | Kinderspital UKBB    |
| U-Bahn-Haltepunkt / Haltestelle (Strecke außer Betrieb) |                                | Bernoullianum        | Bernoullianum        |
| U-Bahn-Haltepunkt / Haltestelle (Strecke außer Betrieb) |                                | Spalentor            | Spalentor            |
| U-Bahn-Haltepunkt / Haltestelle (Strecke außer Betrieb) |                                | Schützenmattstrasse  | Schützenmattstrasse  |
| U-Bahn-Haltepunkt / Haltestelle (Strecke außer Betrieb) |                                | Schützenhaus         | Schützenhaus         |
| U-Bahn-Haltepunkt / Haltestelle (Strecke außer Betrieb) |                                | Wielandplatz         | Wielandplatz         |
| U-Bahn-Haltepunkt / Haltestelle (Strecke außer Betrieb) |                                | St. Galler-Ring      | St. Galler-Ring      |
| U-Bahn-Haltepunkt / Haltestelle (Strecke außer Betrieb) |                                | Rigistrasse          | Rigistrasse          |
| U-Bahn-Kopfbahnhof Streckenende (Strecke außer Betrieb) |                                | Wanderstrasse 33     | Wanderstrasse 33     |

Der Trolleybus Basel war das Trolleybus-System der schweizerischen Stadt Basel. Die Basler Verkehrs-Betriebe (BVB), bis 1946 Basler Strassenbahnen (BStB) genannt, betrieben ihn zwischen 1941 und 2008 als Ergänzung zum Basler Tram beziehungsweise den städtischen Autobus-Linien. Zeitweise verkehrten drei Linien, zwei davon führten in die nördlich gelegene Nachbargemeinde Riehen.

## Geschichte
Die einzelnen Abschnitte des Basler Trolleybusnetzes gingen wie folgt in Betrieb:
| 31. Juli 1941    | Claraplatz–Rosengartenweg–Friedhof am Hörnli | Linie A, ab 1948 Linie 31 | Ersatz für Autobuslinie A                                |
| 25. Oktober 1948 | Friedhof am Hörnli–Habermatten               | Linie 31                  | Neuerschliessung                                         |
| 9. Februar 1956  | Rosengartenweg–Käferholzstrasse              | Linie 34                  | Ersatz für Autobuslinie 34                               |
| 24. Oktober 1968 | Wanderstrasse–Badischer Bahnhof              | Linie 33                  | Ersatz für Autobuslinie 33, bis 4. Juli 1966 Tramlinie 2 |
| 18. April 1973   | Käferholzstrasse–Habermatten                 | Linie 34                  | Neuerschliessung                                         |

Untergestellt waren die Fahrzeuge in der Garage Rankstrasse an der Linie 31, über eine vom Badischen Bahnhof ausgehende Betriebsstrecke war diese auch mit der Linie 33 verknüpft. Nachdem die Linie 34 am 9. September 2000 und die Linie 33 am 13. Dezember 2004 auf Autobusbetrieb umgestellt wurden, verkehrte am 30. Juni 2008 auch auf der 4,9 Kilometer langen Linie 31 der letzte Trolleybus. Vorausgegangen war eine Volksinitiative zur Rettung des Trolleybusses, die jedoch von den Stimmbürgern am 17. Juni 2007 mit 27'403 zu 23'645 Stimmen (53,7 Prozent) verworfen wurde. Alle 3 Linien wurden später in wesentlichem Umfang verlängert (Linie 31 zum Bachgraben, Linie 33 nach Schönenbuch, Linie 34 nach Bottmingen).

## Fahrzeuge
Für den Trolleybus Basel wurden zusammen 52 Fahrzeuge beschafft, die Wagen 921 und 922 wurden dabei gebraucht vom Oberleitungsbus Kaiserslautern übernommen:
| Hersteller                                 | Elektrik     | Typ      | Art                       | Anzahl | Nummern                                    | Einsatzjahre |
| ------------------------------------------ | ------------ | -------- | ------------------------- | ------ | ------------------------------------------ | ------------ |
| FBW / Hess                                 | SAAS         | Tr51     | Solowagen, Zweikraftwagen | 02     | 10–11, ab 1947/48: 50–51, ab 1956: 350–351 | 1941–1975    |
| Saurer / Reinbold & Christé                | SAAS         | 4 BPO    | Solowagen, Kurzhauber     | 02     | 12–13, ab 1947/48: 52–53, ab 1956: 352–353 | 1941–1958    |
| Saurer                                     | SAAS         | 4 TP     | Solowagen                 | 02     | 54–55, ab 1956: 354–355                    | 1948–1975    |
| FBW / Elze / Reinbold & Christé / SWP      | SAAS         | Tr51     | Solowagen                 | 12     | 56–64, ab 1956: 356–368                    | 1955–1995    |
| FBW / SWP / Frech-Hoch / Ramseier + Jenzer | SAAS         | APG      | Gelenkwagen               | 10     | 901–910                                    | 1968–1996    |
| FBW / Frech-Hoch / Hess                    | SAAS         | 91 GTS   | Gelenkwagen               | 10     | 911–920                                    | 1975–2000    |
| Daimler-Benz                               | BBC-Sécheron | O 305 GT | Gelenkwagen               | 02     | 921–922                                    | 1986–2000    |
| Neoplan                                    | Kiepe        | N 6020   | Gelenkwagen, niederflurig | 12     | 923–934                                    | 1992–2008    |

Einige ausgemusterte Fahrzeuge wurden nach Pasardschik und Russe in Bulgarien sowie nach Brașov in Rumänien abgegeben, Wagen 358 befindet sich im Besitz des Museumsvereins RétroBus Léman. Als Fahrleitungsenteiser diente bis zur Betriebseinstellung der Autobus Nummer 48, hierzu hatte er ebenfalls Stromabnehmer montiert.

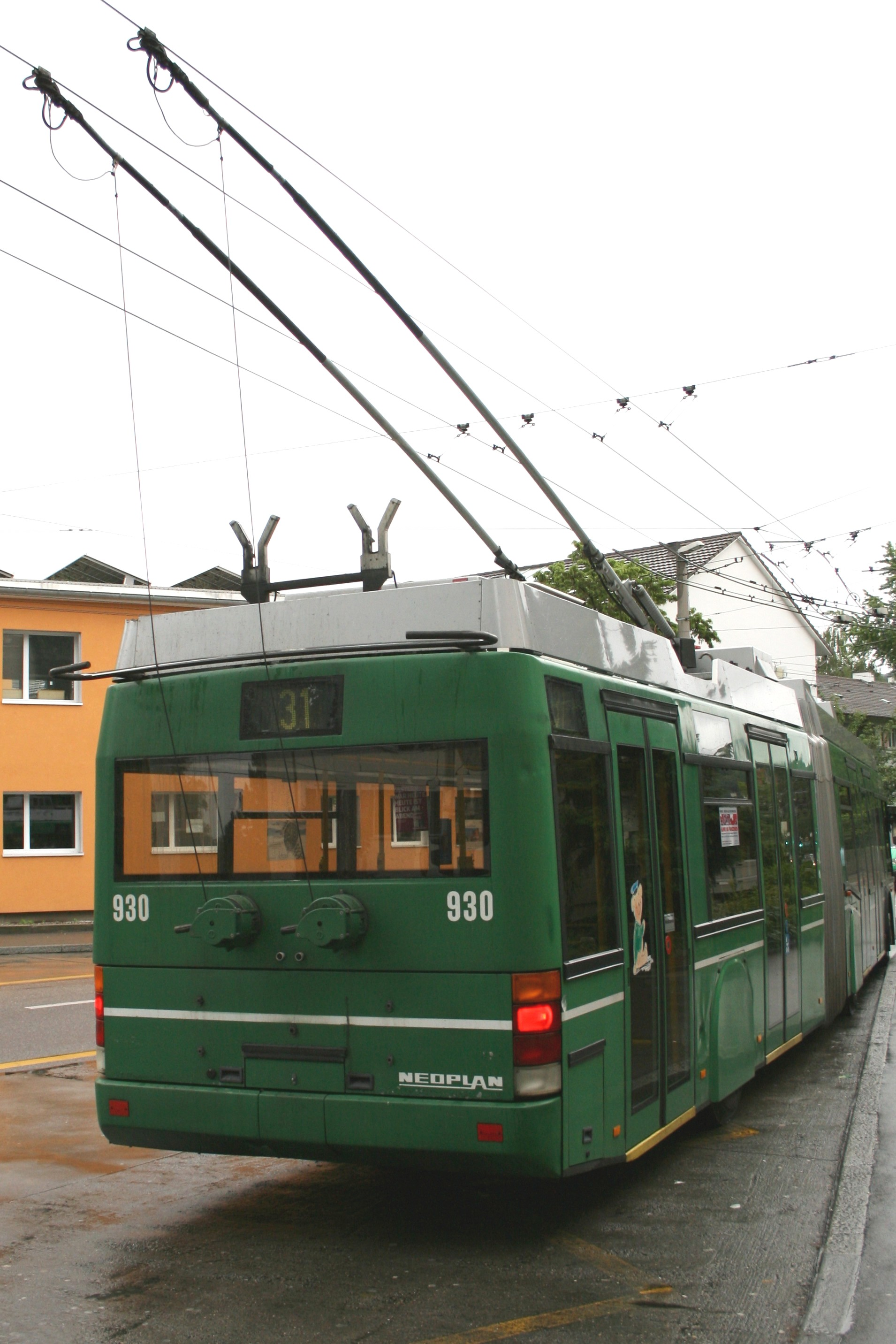
Heckansicht des Wagens 930 an der Endstation Habermatten, 2008
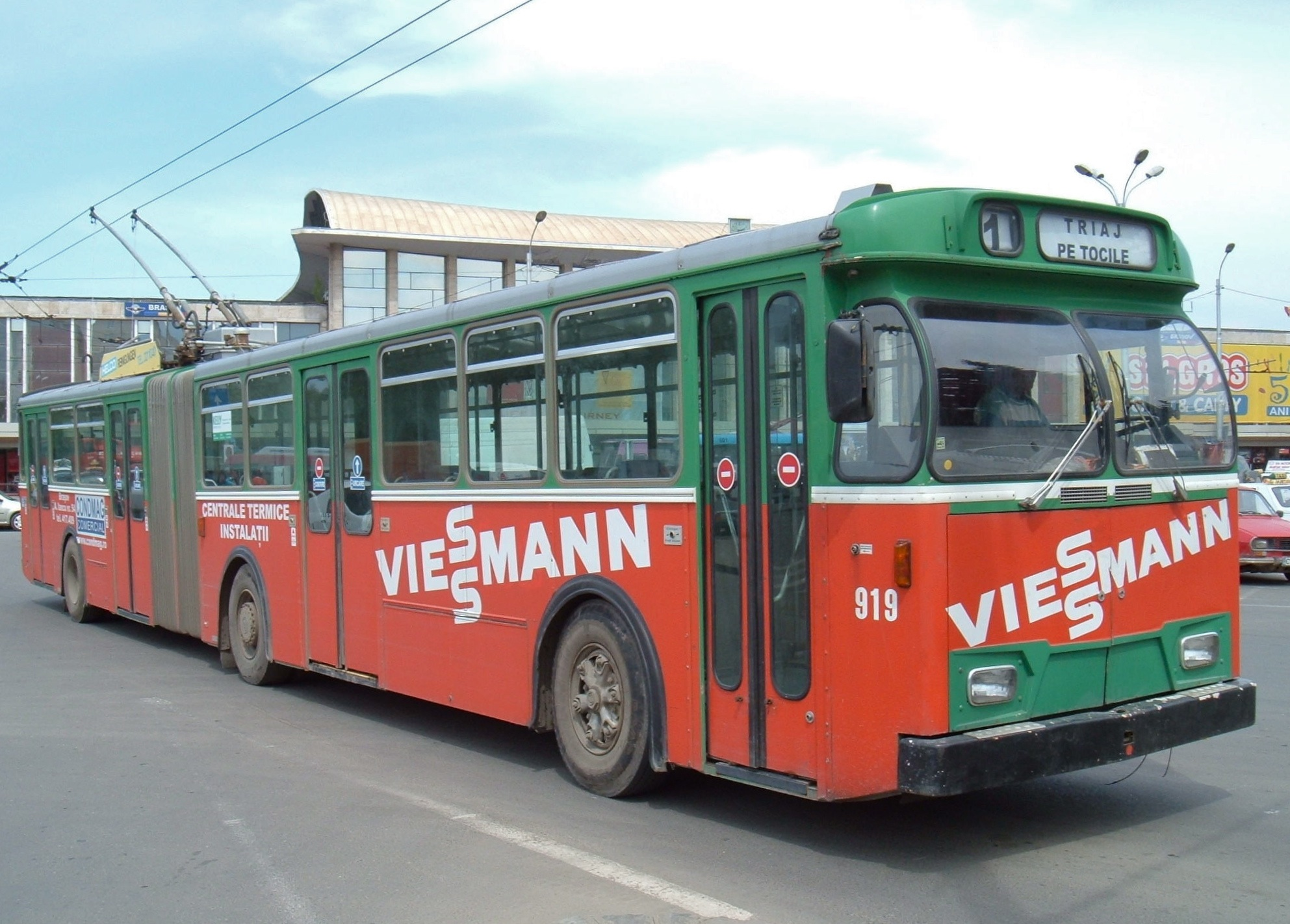
Wagen 919 in Brașov
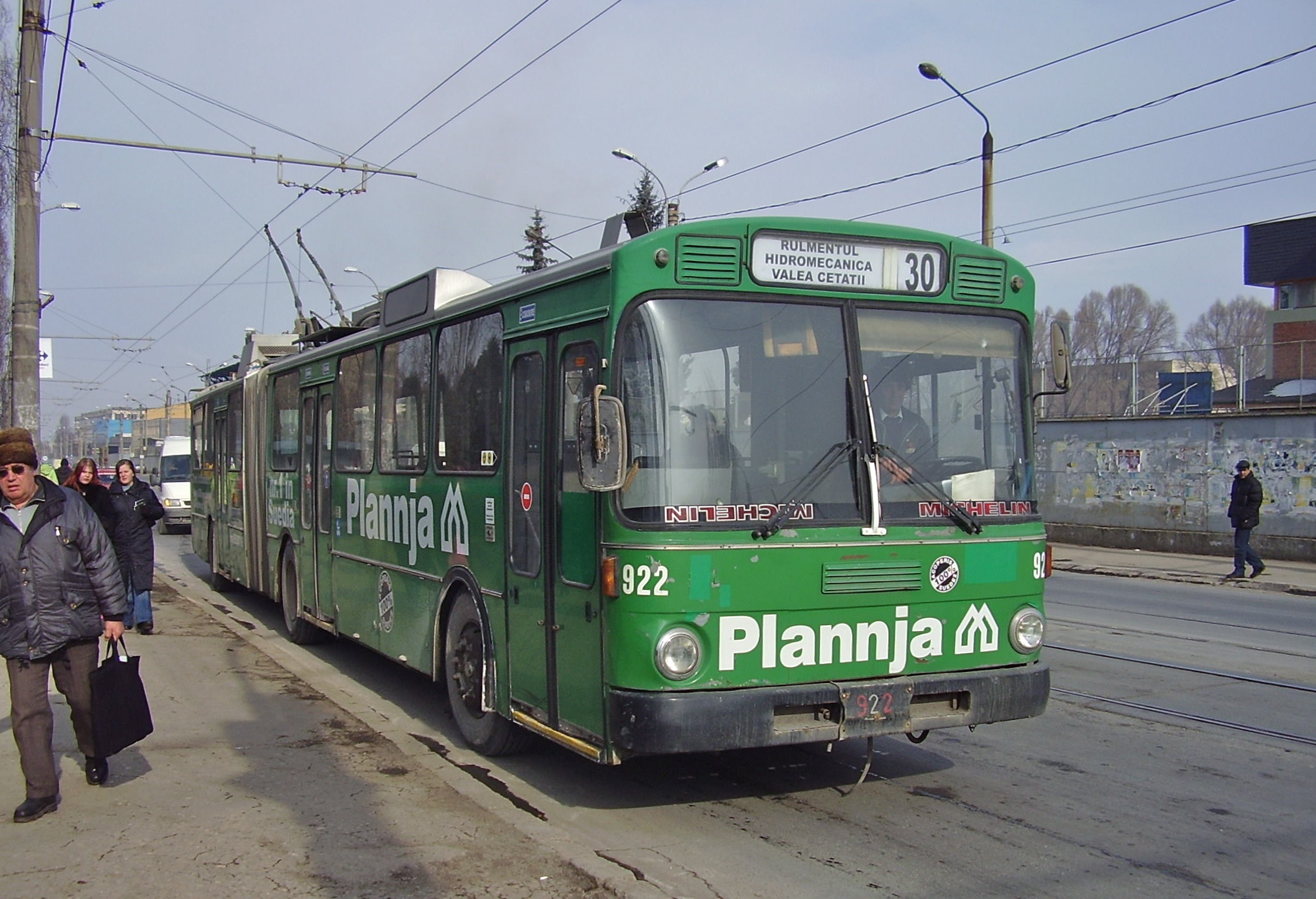
Wagen 922 in Brașov